# Zeche Isenberg (Essen)
Die Zeche Isenberg in Essen-Baldeney ist ein ehemaliges Steinkohlenbergwerk. Über das Bergwerk wird nur wenig berichtet.

## Bergwerksgeschichte
Am 7. Juli des Jahres 1794 wurde die Konzession für den Abbau von Steinkohle durch den Abt von Werden erteilt. Im Jahr 1802 wurde an der Freiherr vom Stein-Straße in Richtung Heisingen das Stollenmundloch erstellt. Bereits in diesem Jahr wurden etwa sieben Fass Steinkohle pro Tag gefördert. Auch im darauffolgenden Jahr war das Bergwerk in Betrieb. Im Jahr 1804 wurde ein Förderstollen vorgetrieben. Im Dezember des Jahres 1806 wurde der Betrieb eingestellt. Im Jahr 1811 fand erneut Abbau statt, die Förderung erfolgte im Tagebetrieb 1. Im Jahr 1815 weiterhin Abbau, die Förderung erfolgte in den Tagebetrieben 1, 3 und 4. Ab November des Jahres 1818 wurde die Zeche Isenberg außer Betrieb genommen. Danach fehlen weitere Angaben, vermutlich wurde die Zeche komplett stillgelegt.